# Almostacfi I do Cairo
Abu Arrabi Solimão Almostacfi Bilá (Abu ar-Rabi Sulayman al-Mustakfi bi-llah), melhor conhecido como Almostacfi I do Cairo (em árabe: المستكفي بالله), foi o terceiro califa abássida do Cairo sob os sultões mamelucos do Egito entre 1302 e 1340.

## Contexto
O sultão mameluco Anácer Maomé iniciou seu reinado em 1293, com apenas nove anos de idade, sob a supervisão do emir Quitebuga, que era quem detinha o poder de fato no Sultanato Mameluco. Em 1295, o emir desiste da farsa e toma o poder de fato, aprisionando Anácer no Castelo de Caraque. Dois anos depois, Quitebuga foi destronado pelo futuro sultão Lajim, cujo reinado é tão desastroso quanto o de Quitebuga, e ele termina também destronado pelos emires, que finalmente chamam de volta Anácer de volta ao trono.
Em janeiro de 1299, ainda sem idade para governar, permanece sob a tutela de dois emires rivais, Ruquinadine Baibars e Salar Ceifadim. Em dezembro do mesmo ano, os mongóis, liderados por Gazã e seus aliados do Reino Armênio da Cilícia invadiram a Síria, derrotando os exércitos mamelucos na Batalha de Uádi Alcazandar (22 e 23 de dezembro de 1299), perto de Homs. Em janeiro de 1300, Damasco cai sem luta.

## Reinado
Em 1303, Gazã invadiu novamente a Síria, cruzando o Eufrates em Hila. O sultão Anácer deixou o Cairo com Almostacfi em 23 de março e chegando em Damasco em 19 de abril, uma sexta-feira e o primeiro dia do mês de Ramadã. Na Batalha de Marje Alçafar, Anácer conseguiu uma vitória contra os mongóis na presença de Almostacfi, que marcou a última tentativa mongol de invadir a Síria mameluca.
Na política doméstica, porém, o poder do califa é nulo. Ele ainda mantém alguma influência na política externa, principalmente entre os governantes muçulmanos que buscam legitimar seu poder. Em 1307-1308, Almostacfi enviou uma carta ao governante raçúlida iemenita Almuaiade Daúde, na qual ele critica, entre outras coisas, a falha no abastecimento de grãos a Meca e ameaça represálias.
Anácer Maomé se torna cada vez mais impaciente com a tutela dos emires Ruquim Adim Baibars e Salar Ceifadim e planejou eliminá-los, mas acabou desistindo frente aos riscos da operação. Então, ele finge que está indo para Meca realizar a Haje e leva os dois consigo. No caminho, ele foi impedido de continuar em Caraque e os dois emires o obrigam a abdicar. Baibars II foi então proclamado sultão. Anácer, no entanto, recebeu o apoio dos governantes de Homs e Aleppo. Apesar das ameaças de Baibars II, Anácer conseguiu juntar um exército mais poderoso que o do rival e Salar Ceifadim se aproveita para debandar. Como consequência, Baibars II abdicou e fugiu, sendo capturado e estrangulado perante Anácer. Salar Ceifadim foi preso, suas propriedades foram confiscadas e ele foi deixado para morrer de fome. Em 5 de abril de 1310, Anácer Maomé subiu ao trono pela terceira vez, desta vez livre de seus guardiões e com amplos poderes.
Em 1336, Anácer mandou prender Almostacfi e toda a sua família na cidadela do Cairo e depois os exilou em Qûs. O califa morreu entre 1339 e 1340. Anácer impede que o filho de Almostacfi o suceda e nomeia al-Wathiq como califa. Ao contrário, porém, do que aconteceu em 1302, desta vez não é o sultão que jurou fidelidade ao califa e sim o inverso.